# Бруно Мезенга
Бруно Фереира Момбра Роса (порт. Bruno Ferreira Mombra Rosa; Нитерој, 8. август 1988) познатији као Бруно Мезенга (порт. Bruno Mezenga) је бразилски фудбалер. Игра на позицији нападача.

## Каријера
Мезенга је прошао млађе категорије Фламенга, а за први тим овог клуба је дебитовао са само 16 година. Ипак у Фламенгу није успео да се избори за статус првотимца. Одиграо је само 18 утакмица, а био је и на позајмицама у мањим бразилским клубовима Форталези и Макаеу, као и у турском друголигашу Ордуспору (32 утакмице, 21 гол) и пољској Легији из Варшаве.
У јуну 2011. Фламенго га шаље на једногодишњу позајмицу у Црвену звезду. Свој такмичарски деби у дресу Црвене звезде, Мезенга је имао 28. јуна 2011. на гостовању Вентспилсу у 3. колу квалификација за Лигу Европе. Тренер Роберт Просинечки је увео Мезенгу у 83. минуту утакмице, а Бразилац је у 92. минуту постигао победоносни гол и поставио коначних 1:2. Мезенга је постигао гол и у реваншу на Маракани, када је Црвена звезда славила са убедљивих 7:0. Мезенга је у црвено-белом дресу провео једну полусезону, након које је позајмица раскинута. Одиграо је укупно 18 утакмица и постигао пет голова. У Суперлиги Србије је на 11 мечева постигао један погодак, у Купу Србије на три меча је био стрелац два пута док је у европским утакмицама на четири меча дао два гола. Од пет голова које је постигао, највише је остао упамћен погодак петом у сусрету четвртине финала Купа Србије у Београду против Смедерева.
Почетком 2012. је потписао уговор са својим бившим клубом Ордуспором, који се тада такмичио у првој лиги Турске. У Турској је остао до 2018. године а поред Ордуспора у највишем рангу је наступао и за Акхисар док је две последње сезоне провео у друголигашу Ескишехирспору.
Почетком 2019. је поново заиграо у Бразилу, у екипи Сао Каетана. Током лета 2019. је променио клуб, али не и земљу. Потписао је за друголигаша Вила Нову из Гојаније. Мезенга је за Вила Нову одиграо непуну полусезону, уписао 11 мечева и постигао четири гола, али није екипи помогао да избегне последње место и испадање у трећелигашки ранг. У децембру 2019. је потписао за тајландског прволигаша Прачуап.

## Успеси

### Клупски
Фламенго
- Куп Бразила: 2006.
- Шампионат Рио де Жанеира: 2007.
- Серија А Бразила: 2009.

Легија Варшава
- Куп Пољске : 2010/11

### Репрезентација
Бразил до 17
- Светско првенство до 17 година 2005 : друго место

### Индивидуални
- Најбољи стрелац друге лиге Турске : 2008/09.